# Yanagisawa Atsushi
Yanagisawa Atsushi (柳沢 敦 born ngày 27 tháng 5 năm 1977) là một cựu cầu thủ bóng đá Nhật Bản.Anh dành phần lớn sự nghiệp thi đấu chuyên nghiệp của mình tại Kashima Antlers, cùng với đó là những chuyến thi đấu nước ngoài tại Sampdoria và Messina.
Yanagisawa có 58 trận cho Đội tuyển bóng đá quốc gia Nhật Bản, tham dự hai Giải vô địch bóng đá thế giới, Thế vận hội 2000 và Cúp bóng đá châu Á 2000.

## Thống kê sự nghiệp
| Đội tuyển bóng đá Nhật Bản | Đội tuyển bóng đá Nhật Bản | Đội tuyển bóng đá Nhật Bản |
| Năm                        | Trận                       | Bàn                        |
| -------------------------- | -------------------------- | -------------------------- |
| 1998                       | 2                          | 0                          |
| 1999                       | 4                          | 0                          |
| 2000                       | 10                         | 4                          |
| 2001                       | 6                          | 5                          |
| 2002                       | 9                          | 0                          |
| 2003                       | 5                          | 2                          |
| 2004                       | 8                          | 2                          |
| 2005                       | 10                         | 4                          |
| 2006                       | 4                          | 0                          |
| Tổng cộng                  | 58                         | 17                         |